# Idioma achuar
El idioma achuar, también conocido como achuar chicham es una lengua jívara hablada en las zonas de los ríos Pastaza, Bobonaza,  Morona, Macusari, Tigre, Huasaga, Corrientes, en Perú y Ecuador.  

## Aspectos históricos, sociales y culturales
Aproximadamente, un 50 % de sus hablantes están alfabetizados. Tan sólo el 1 % de los que hablan achuar como segunda lengua son alfabetizados, ya que la mayoría prefiere usar el castellano.

## Ortografía
En el idioma achuar existen solo cuatro vocales a, e, i, u, solo la "e" se pronuncia de diferente manera además el alfabeto consta de 21 letras a, aa, ch, e, ee, i, ii, j, k, m, n, p, r, s, sh, t, ts, u, uu, w, y.
Muestra de texto en achuar:
Aints ainauti mash metek nuwanmaya akiniauwitji. Turasha ankan penker pujusmi tusar akiniauwitji. Aintstikia mash ii nintijai paan nintimratnuitji, turasha penker aa nu nekaatnuitji. Aints pasé aa nusha nekaatnuitji. Turasha ii pataichiri ainaujai penker nintimtunisar pujuiniana nunisrik chikich aintsjaisha penker nintimtunisar pujustinuitji.
Traducción:
"Todos los seres humanos nacen libres e iguales en dignidad y derechos y, dotados como están de razón y conciencia, deben comportarse fraternalmente los unos con los otros. (Primer artículo de la Declaración Universal de los Derechos Humanos)"